# КК Жалгирис
КК Жалгирис (литв. Krepšinio klubas Žalgiris) литвански је кошаркашки клуб из Каунаса. У сезони 2024/25. такмичи се у Кошаркашкој лиги Литваније и у Евролиги.
Клуб је основан 1944. године, а своје утакмице клуб игра у Жалгирис арени у Каунасу, капацитета 15.688 седећих места. Боје клуба су зелена и бела.

## Успеси

### Национални
- Првенство Литваније: 
  - Првак (25): 1994, 1995, 1996, 1997, 1998, 1999, 2001, 2003, 2004, 2005, 2007, 2008, 2011, 2012, 2013, 2014, 2015, 2016, 2017, 2018, 2019, 2020, 2021, 2023, 2025.
  - Вицепрвак (6): 2000, 2002, 2006, 2009, 2010, 2024.

- Првенство СССР:
  - Првак (5): 1947, 1951, 1985, 1986, 1987.
  - Вицепрвак (6): 1952, 1980, 1983, 1984, 1988, 1989.

- Куп Литваније / Куп краља Миндовга:
  - Победник (13): 2007, 2008, 2011, 2012, 2015, 2017, 2018, 2020, 2021, 2022, 2023, 2024, 2025.
  - Финалиста (4): 2009, 2010, 2016, 2019.

- Куп СССР:
  - Победник (1): 1953.

### Међународни
- Евролига:
  - Победник (1): 1999.
  - Финалиста (1): 1986.
  - Треће место (1): 2018.

- Куп Рајмунда Сапорте: 
  - Победник (1): 1998.
  - Финалиста (1): 1985.

- Интерконтинентални куп:
  - Победник (1): 1986.

### Регионални
- Северноевропска кошаркашка лига:
  - Победник (1): 1999.

- Балтичка лига у кошарци:
  - Победник (5): 2005, 2008, 2010, 2011, 2012.
  - Финалиста (3): 2006, 2007, 2009.

- Куп Балтичке лиге:
  - Победник (1): 2009.

- ВТБ јунајтед лига:
  - Треће место (1): 2010.

## Учинак у претходним сезонама
| Сез.     | Првенство Литваније | Куп Литваније | Регионално такмичење              | Европско такмичење      |
| -------- | ------------------- | ------------- | --------------------------------- | ----------------------- |
| 2002/03. | Првак               | —             | —                                 | Евролига — Топ 24       |
| 2003/04. | Првак               | —             | —                                 | Евролига — Топ 16       |
| 2004/05. | Првак               | —             | Балтичка лига — Победник          | Евролига — Топ 16       |
| 2005/06. | Вицепрвак           | —             | Балтичка лига — Финалиста         | Евролига — Топ 16       |
| 2006/07. | Првак               | Победник      | Балтичка лига — Финалиста         | Евролига — Топ 24       |
| 2007/08. | Првак               | Победник      | Балтичка лига — Победник          | Евролига — Топ 16       |
| 2008/09. | Вицепрвак           | Финалиста     | Балтичка лига — Финалиста         | Евролига — Топ 24       |
| 2009/10. | Вицепрвак           | Финалиста     | Балтичка лига — Победник          | Евролига — Топ 16       |
| 2010/11. | Првак               | Победник      | Балтичка лига — Победник          | Евролига — Топ 16       |
| 2011/12. | Првак               | Победник      | ВТБ јунајтед лига — Осмина финала | Евролига — Топ 16       |
| 2012/13. | Првак               | —             | ВТБ јунајтед лига — Полуфинале    | Евролига — Топ 16       |
| 2013/14. | Првак               | Полуфинале    | —                                 | Евролига — Топ 16       |
| 2014/15. | Првак               | Победник      | —                                 | Евролига — Топ 16       |
| 2015/16. | Првак               | Финалиста     | —                                 | Евролига — Топ 16       |
| 2016/17. | Првак               | Победник      | —                                 | Евролига — 10. место    |
| 2017/18. | Првак               | Победник      | —                                 | Евролига — 3. место     |
| 2018/19. | Првак               | Финалиста     | —                                 | Евролига — Четвртфинале |
| 2019/20. | Првак               | Победник      | —                                 | Евролига (прекинуто)    |
| 2020/21. | Првак               | Победник      | —                                 | Евролига — 11. место    |
| 2021/22. | Полуфинале ПО       | Победник      | —                                 | Евролига — 15. место    |
| 2022/23. | Првак               | Победник      | —                                 | Евролига — Четвртфинале |
| 2023/24. | Вицепрвак           | Победник      | —                                 | Евролига — 14. место    |
| 2024/25. | Првак               | Победник      | —                                 | Евролига — 13. место    |

## Познатији играчи
| - Џејмс Андерсон - Фрањо Араповић - Мирза Бегић - Мирослав Берић - Танока Бирд - Маркус Браун - Ратко Варда - Сони Вимс - Корнел Давид - Марио Делаш - Томас Делининкајтис | - Џастин Дентмон - Робертас Јавтокас - Паулијус Јанкунас - Шарунас Јасикевичијус - Мантас Калнијетис - Римантас Каукенас - Миндаугас Кузминскас - Римас Куртинаитис - Дарјуш Лавринович - Кшиштоф Лавринович - Оливер Лафајет | - Бобан Марјановић - Дамир Маркота - Јонас Мачијулис - Донатас Мотијејунас - Мартинас Поцијус - Марко Поповић - Арвидас Сабонис - Даријус Сонгајла - Александар Ћапин - Реџи Фримен - Владимир Штимац |

## Познатији тренери
- Јонас Казлаускас
- Ацо Петровић
- Александар Трифуновић
- Шарунас Јасикевичијус
- Јуриј Здовц
- Казис Максвитис
- Андреа Тринкијери